# Pterocactus
Pterocactus es un género de cactus perteneciente a la  familia Cactaceae), comprenden trece especies. Todos los  Pterocactus tienen raíces tuberosas siendo endémicos del sur y oeste de Argentina.

## Descripción
Pterocactus se ha convertido cada vez más popular en el cultivo, tal vez debido a sus características únicas y pequeño tamaño. El género es parte de la subfamilia Opuntioideae y por lo tanto tienen gloquidios. Ellos son diferentes, no son particularmente espinosos, aunque una pareja de miembros del género los tienen en mayor número. La distinción única entre la familia de los cactus es que las flores de Pterocactus se incrustan en los tallos en una medida tal que aparece que todo el tallo es meramente un tubo floral largo. Las flores vienen al final de un tallo, donde termina el crecimiento del tallo como resultado y  luego de ramificarse por el lateral, crece hasta que, a su vez, se traduce en una flor. Si la flor tiene éxito, el extremo del vástago se desarrollará en un fruto seco que luego se divide abierto y revela las semillas con alas anchas, que también son únicas dentro de la familia de los cactus. De hecho, las semillas se parecen mucho a las de un olmo ( Ulmus). Además, las especies cuentan con grandes raíces tuberosas, que siguen creciendo, mientras que los tallos pueden desaparecer y ser sustituido por otros nuevos a través del tiempo. Este género es endémico de Argentina donde crece en toda la región de la Patagonia.

## Taxonomía
El género fue descrito por Nicholas Edward Brown y publicado en Monatsschrift für Kakteenkunde 7: 6. 1897. La especie tipo es: Pterocactus kuntzei K. Schum. 
Etimología
Pterocactus: nombre genérico que deriva de las palabras griegas: pteron, "alas", refiriéndose a las semillas aladas que tienen estas plantas.

## Especies
- Pterocactus araucanus
- Pterocactus australis
- Pterocactus decipiens
- Pterocactus fischeri
- Pterocactus gonjianii
- Pterocactus hickenii
- Pterocactus marenae
- Pterocactus megliolii
- Pterocactus pumilus
- Pterocactus reticulatus
- Pterocactus skottsbergii
- Pterocactus tuberosus
- Pterocactus valentinii